# ابان بن عثمان

ابوسعید اَبان بن عثمان بن عفان اموی (؟ -۷۲۳م)، فقیه مسلمان، مفسر، محدث، تاریخ‌نگار، تابعی و فرزند عثمان بن عفان و أم عمرو بنت جندب بن عمرو است. عبدالملک بن مروان او را به عنوان حاکم مدینه منصوب کرد تا آنکه پس از ۷ سال از حکومت عزل شد. شهرت ابان نه به خاطر خدمتش در حکومت اموی، بلکه به دلیل دانش او در مورد احادیث اسلامی است. کتاب المغازی منسوب به اوست، گرچه یاقوت حموی و شیخ طوسی آن را نوشتهٔ ابان بن عثمان بن یحیوی می‌دانند.
او را نخستین سیره‌نویس می‌دانند. هرچه نگاشته بود به سلیمان بن عبدالملک سپرد و سلیمان آن‌ها را نابود ساخت. او در زمان حکومت یزید بن عبدالملک  در مدینه درگذشت.